# Brian Dennehy
Brian Dennehy (Bridgeport, 9 de julho de 1938 – New Haven, 15 de abril de 2020) foi um ator estadunidense de cinema, teatro e televisão.
Serviu no Corpo de Fuzileiros Navais dos Estados Unidos e começou sua carreira de ator apenas em 1977.
Seu primeiro papel de destaque foi o Xerife Will Teasle em First Blood. Outras participações importantes foram em Legal Eagles (1986), F/X - Murder By Illusion (1986), Presumed Innocent (1990) e F/X2 - The Deadly Art of Illusion (1991). Foi premiado tanto com o Golden Globes Awards como o Prémios Screen Actors Guild em 2000 pelo telefilme Death of a Salesman.
Foi indicado seis vezes ao Emmy.

## Biografia
Dennehy nasceu em Bridgeport, Connecticut, filho de Hannah e Edward Dennehy, um correspondente da Associated Press; tem dois irmãos Michael and Edward. Dennehy tem ascendência irlandesa, e foi criado como católico. A família se mudou para Long Island, Nova York, e frequentou a Chaminade High School, na cidade de Mineola, no mesmo estado.
Dennehy não seguiu imediatamente a carreira como ator, tendo se inscrito no Corpo de Fuzileiros Navais dos Estados Unidos em 1959, onde serviu até 1963. Afirmou em diversas entrevistas que combateu na Guerra do Vietnã, chegando até mesmo a contar histórias emocionantes de seu período lá; de acordo com o livro Stolen Valor, de B.G. Burkett, no entanto, publicado em 1988, Dennehy nunca teria servido fora do país durante seu período nas forças armadas. No mesmo ano, o ator admitiu ao tabloide The Globe que havia mentido, pedindo desculpas. "Foi muito errado da minha parte. Não há desculpas para isso. Eu fui um fuzileiro naval durante o período de paz, e saí em 1963 sem jamais ter servido no Vietnã. Comecei esta história que havia estado no 'Nam, e acabei ficando preso a ela. Na época fiquei sem saber como contar a verdade." Em 2007, apesar destas demonstrações aparentes de arrependimento, ele voltou a contar a um repórter histórias sobre seu serviço imaginário no Vietnã - desta vez para Joanne Kaufman, do Wall Street Journal.
Após o serviço militar Dennehy frequentou a Universidade de Colúmbia, onde estudou história com uma bolsa para jogar futebol americano; lá, tornou-se membro da fraternidade Sigma Chi, antes de se mudar para a Universidade de Yale, onde estudou artes dramáticas. Jogou rugby (rugby union) pela equipe Old Blue RFC.

### Vida profissional

#### Cinema
Dennehy ficou conhecido como um ator dramático. Seu primeiro papel importante foi o xerife agressivo Will Teasle em First Blood (Rambo: Programado para Matar, no Brasil), de 1982, ao lado de Sylvester Stallone como Rambo.
Entre seus filmes anteriores estão diversas comédias, como Semi-Tough, com Burt Reynolds, em que interpretou um jogador profissional de futebol americano, 10 (br: Mulher Nota Dez), com Dudley Moore, em que interpretou um barman de Acapulco, e Foul Play (br: Golpe Sujo), com Chevy Chase. Posteriormente interpretou um xerife corrupto no western Silverado, e um alienígena em Cocoon, ambos lançados em 1985.
Teve papéis coadjuvantes memoráveis em filmes como Split Image (1982), Legal Eagles (1986), F/X - Murder By Illusion (1986), Presumed Innocent (1990) e F/X2 - The Deadly Art of Illusion (1991). Gradualmente tornou-se um valioso ator de tipos, embora também tenha tido papéis principais, como no suspense Best Seller (1987), que estrelou ao lado de James Woods. Também fez uma incursão no gênero dos filmes de arte ao estrelar o filme The Belly of an Architect, de Peter Greenaway, pelo qual conquistou o prêmio de melhor ator na edição de 1987 do Festival Internacional de Cinema de Chicago. Também foi protagonista do filme australiano The Man from Snowy River II in 1988.
Em 1995 interpretou Big Tom Callahan na comédia Tommy Boy, com Chris Farley e David Spade. No mesmo filme voltou a contracenar com Bo Derek, sua colega de elenco de 10, que interpreta sua esposa.
Dennehy dublou o personagem Django, pai do chef rato Remy, no filme de animação Ratatouille. No drama Righteous Kill, de 2008, interpretou o oficial superior de Robert DeNiro e Al Pacino, e o pai de Russell Crowe no suspense film The Next Three Days, de 2010.
Em 2011 atuou em Alleged, filme baseado no Julgamento de Scopes, célebre batalha nos tribunais americanos a respeito da teoria da evolução.

#### Televisão

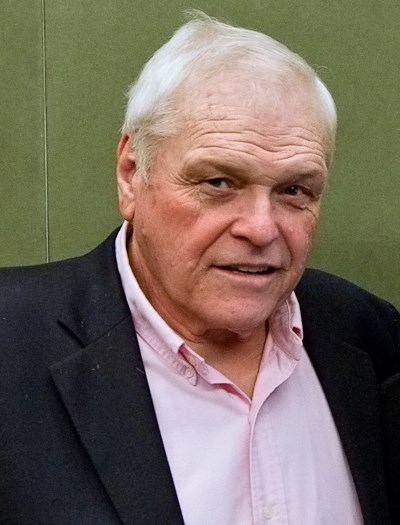
Brian Dennehy em evento de 2009.

Na televisão Dennehy começou sua carreira profissional como ator em pequenas participações especiais em séries das décadas de 1970 e 80, como Kojak, Lou Grant, Dallas e Dynasty. Também apareceu num episódio de Miami Vice durante a temporada 1987-88.
Dennehy interpretou o sargento Ned T. "Frozen Chosen" Coleman no filme para a televisão A Rumor of War (1980) ao lado de Brad Davis. Continuou a aparecer em filmes para a TV, como Skokie (1981), Split Image (1982), Day One, (1989), A Killing in a Small Town (1990), ao lado de Barbara Hershey, In Broad Daylight (1991), Scott Turow's The Burden of Proof, bem como na minissérie A Season in Purgatory. Também interpretou o papel principal em Teamster Boss: The Jackie Presser Story, da HBO. Estrelou, no papel do chefe dos bombeiros e pai-celebridade Leslie "Buddy" Krebs, a série Star of The Family, de 1982. O programa foi cancelado após duas temporadas.
Dennehy foi indicado para os Prêmios Emmy seis vezes por seus papéis em filmes para a televisão, incluindo sua interpretação de John Wayne Gacy, pela qual recebeu a indicação de ator de destaque em minissérie ou filme para a TV. No mesmo ano foi indicado numa categoria diferentes, ator coadjuvante de destaque em minissérie ou filme para a TV, por The Burden of Proof (1992).
Também recebeu uma indicação ao Emmy por seu trabalho em A Killing in a Small Town, Murder in the Heartland (1993) e pelo filme para a TV da Showtime Our Fathers (2005), que falava sobre o escândalo de abusos sexuais envolvendo a Igreja Católica.
Em 2000, Dennehy foi indicado para um Emmy de ator principal de destaque em minissérie ou TV por sua performance como Willy Loman numa versão televisiva da peça Death of a Salesman (A Morte do Caixeiro Viajante), de Arthur Miller, que ele já havia interpretado na Broadway. Embora não tenha conquistado um Emmy, já recebeu um Globo de Ouro.
Estrelou a célebre série policial Jack Reed, e foi um personagem recorrente da sitcom Just Shoot Me!, da NBC.
Dennehy dublou uma paródia de si mesmo em South Park: Bigger, Longer & Uncut (1999), e num episódio de The Simpsons.
Em janeiro de 2007 atuou no episódio "Scheherazade", da série policial Law & Order: Special Victims Unit, no papel de um criminoso aposentado que pretende reatar laços com sua filha e admitir seus crimes antes de morrer devido a uma doença terminal, libertando assim alguém que foi condenado indevidamente. Em abril de 2008, Dennehy interpretou um líder dos Teamsters no episódio "Sandwich Day", da série de comédia 30 Rock. No mesmo ano Dennehy co-estrelou um episódio da série Rules of Engagement, no papel do pai do personagem principal, Jeff.
Em 2011 participou em uma minissérie no History Channel chamada Brian Dennehy's America. O programa mostra o ator à medida que ele explora os estados do seu país, desde sua casa de infância na Nova Inglaterra até o Noroeste do Pacífico, entrevistando os habitantes locais sobre os motivos pelos quais eles amam seus estados.
Dennehy também narrou diversos programas de televisão, e recentemente foi responsável pela narração do documentário dramático hiberno-canadense Death or Canada, indicado ao IFTA.

### Morte
Dennehy morreu no dia 15 de abril de 2020 aos 81 anos, de parada cardíaca devido a septicemia (sepse).